# Mark Coleridge

Stary herb jako arcybiskup Canberry i Goulburn

Mark Benedict Coleridge (ur. 25 września 1948 w Melbourne) – australijski duchowny rzymskokatolicki, w latach 2006-2012 arcybiskup Canberry-Goulburn, w latach 2012–2025 arcybiskup Brisbane.

## Życiorys
Święcenia kapłańskie przyjął 18 maja 1974 w swojej rodzinnej archidiecezji Melbourne, udzielił ich mu jej ówczesny biskup pomocniczy John Anthony Kelly. Doktoryzował się na Papieskim Instytucie Biblijnym w Rzymie. Był przede wszystkim wykładowcą Katolickiego Instytutu Teologicznego w Melbourne, zaś w latach 1996-1998 był jego rektorem. W 1998 rozpoczął pracę w Sekcji Spraw Ogólnych Sekretariatu Stanu Stolicy Apostolskiej.
3 maja 2002 papież Jan Paweł II mianował go biskupem pomocniczym Melbourne ze stolicą tytularną Theveste. Sakry udzielił mu 19 czerwca 2002 Denis Hart, arcybiskup metropolita Melbourne. Dokładnie cztery lata później, 19 czerwca 2006, papież Benedykt XVI powołał go na urząd ordynariusza archidiecezji Canberry-Goulburn. Jego ingres do tamtejszej archikatedry miał miejsce 17 sierpnia 2006. 2 kwietnia 2012 mianowany arcybiskupem Brisbane. Ingres miał miejsce 11 maja 2012.
18 czerwca 2025 papież Leon XIV przyjął jego rezygnację z urzędu.